# Naturalobligation
Naturalobligationen (auch natürliche Verbindlichkeiten oder unvollkommene Verbindlichkeiten im weiteren Sinne) sind Verbindlichkeiten, die prozessual nicht durchgesetzt werden können, bei freiwilliger Leistung jedoch einen Erwerbsgrund bilden.

## Herkunft
Die Naturalobligation wurde aus dem römischen Recht (lateinisch obligatio naturalis) entwickelt und bezeichnete eine nach ius civile unwirksame Forderung, die Wirkungen allerdings aus dem ius naturale zeitigte. Der Sprachgebrauch unterlag in der römischen Jurisprudenz freilich recht wandelbaren Bedeutungen.

## Fallgruppen nach deutschem Recht
Nach deutschem Recht können folgenden Fallgruppen unterschieden werden: unklagbare Verbindlichkeiten, Forderungen ohne materiellrechtliche Verbindlichkeit und verjährte Forderungen.

### Unklagbare Verbindlichkeiten
Als unklagbar bezeichnet man solche Forderungen, die zwar materiellrechtlich verbindlich sind, prozessual aber nicht durchgesetzt werden können, da ihnen die Prozessvoraussetzung der Klagbarkeit fehlt. So begründet das Verlöbnis nach herrschender Meinung zwar die Rechtspflicht zur Eheschließung, nach § 1297 Abs. 1 BGB kann auf diese aber nicht geklagt werden.

### Forderungen ohne materiellrechtliche Verbindlichkeit
Auch auf die Erfüllung einer Forderung ohne materiellrechtliche Verbindlichkeit kann nicht geklagt werden; wird die Forderung allerdings freiwillig erfüllt, so bildet sie einen Rechtsgrund im Sinne von § 812 Abs. 1 S. 1 BGB. Man spricht auch von unvollkommenen Verbindlichkeiten im engeren Sinne. Erfasst sind unter anderem Spiel- und Wettschulden gemäß § 762 Abs. 1 BGB und nicht getilgte Verbindlichkeiten nach einer Restschuldbefreiung gemäß § 301 Abs. 3 InsO. Die Einordnung von Ehemäklerverträgen nach § 656 BGB in diese Fallgruppe ist streitig (nach der Gegenansicht handelt es sich um eine unklagbare Verbindlichkeit).
Dass Spiel- und Wettschulden nicht vor Gericht eingeklagt werden können, kommt in der Redewendung „Wettschulden sind Ehrenschulden“ zum Ausdruck.

### Verjährte Forderungen
Schließlich können auch verjährte Forderungen – nach Erhebung der Einrede – gemäß § 214 Abs. 1 BGB nicht klageweise durchgesetzt werden; die Rückforderung von gleichwohl zur Befriedigung Geleistetem ist gemäß § 214 Abs. 2 S. 1 BGB jedoch ausgeschlossen.

## International
Im österreichischen Allgemeinen Bürgerlichen Gesetzbuch (ABGB) finden sich vergleichbare Regelungen in § 1271 (Wette) und § 1432 (Verjährung).
Im französischen Code civil (CC) ist die Rückforderung von freiwillig erfüllten Naturalobligationen (französisch obligations naturelles) gemäß Art. 1235, alinéa 2 ausgeschlossen; erfasst sind unter anderem verjährte Forderungen.
Artikel 2034 des italienischen Zivilgesetzbuches Codice civile führt die Rechtsfigur der Naturalobligation (italienisch obbligazione naturale) ein. Bezeichnet werden Leistungen, die weder aus gesetzlichen noch vertraglichen oder deliktischen Rechtsgründen erfüllt werden, vielmehr stattdessen aus gesellschaftlichen oder ethisch-moralischen Gründen und wozu keine Rechtsverpflichtung bestand (italienisch dovere sociale o morale). Die ausdrückliche gesetzliche Regelung der Naturalobligationen ergeht aufgrund ihrer hohen Relevanz im Rechtsverkehr, sind einseitige Handlungen (italienisch atti unilaterali), denen Klagbarkeit fehlt im Gegensatz zu Obligationen, bei denen Rechtsmittel zur Seite stehen. Klassische Beispiele sind Glücksspiel und Wette.